# Express (serie de televisión)
Express es una serie española de suspense creada por Iván Escobar para Starzplay. Es la primera serie española producida por la plataforma de propiedad de la cadena estadounidense Starz. La serie está protagonizada por Maggie Civantos y producida por The Mediapro Studio. Se estrenó en la plataforma el 16 de enero de 2022.
El 15 de junio de 2022, Starzplay anunció que la serie había sido renovada por una segunda temporada. La segunda temporada se estrenó en Lionsgate+ (después del cambio de nombre de Starzplay) en Latinoamérica y Brasil el 20 de enero de 2023; sin embargo, su estreno en España fue puesto en espera debido al cierre de Lionsgate+ en el país.

## Trama
La serie sigue los acontecimientos de Bárbara (Maggie Civantos), psicóloga criminal que ha sido víctima de un secuestro (“secuestro express”): una forma de extorsión que se está extendiendo rápidamente por todo el mundo. La terrible experiencia ha tenido para la mujer repercusiones tanto físicas -la amputación de un dedo del pie- como mentales y relacionales. Su familia, de hecho, después de lo sucedido, tiene dificultades para recuperarse: sus hijas tienen problemas en la escuela, mientras que ella y su marido han decidido separarse. Tras el trauma del secuestro, la situación laboral de Bárbara tampoco es la más rosada. El distrito policial con el que colabora -un entorno misógino compuesto casi exclusivamente  por hombres- se reserva el derecho de resolver los casos de forma imprudente y superficial, subestimando - además - el peligro de las incautaciones de relámpago. Por lo tanto, la protagonista elige abandonar la policía y trabajar como negociadora para Central Risk, una misteriosa empresa privada, equipada con tecnología de vanguardia, cuyo objetivo es resolver los casos de forma rápida y eficiente.

## Reparto
| Actor / Actriz         | Personaje              | Temporadas             | Temporadas             | Total                  |
| Actor / Actriz         | Personaje              | 1                      | 2                      | Total                  |
| Personajes principales | Personajes principales | Personajes principales | Personajes principales | Personajes principales |
| ---------------------- | ---------------------- | ---------------------- | ---------------------- | ---------------------- |
| Maggie Civantos        | Bárbara Vázquez        | Principal              | Principal              | 16                     |
| Vicente Romero         | Santiago Roldán        | Principal              | Principal              | 16                     |
| Ana Marzoa             | Maribel Rivera         | Principal              | Colaboración especial  | 11                     |
| Esteban Meloni         | Santa Varela           | Principal              | Principal              | 16                     |
| Loreto Mauleón         | Dulce Morelos          | Principal              | Principal              | 12                     |
| Alba Planas            | Gus Varela Vázquez     | Principal              | Principal              | 16                     |
| Bernardo Flores        | Leo Malasangre         | Principal              | Principal              | 16                     |
| Omar Banana            | Zacarías Rincón "Zero" | Principal              | Principal              | 16                     |
| Carmen Daza            | Triana Torres          | Principal              | Principal              | 15                     |
| Manuela Rojas Olivares | Camila Varela Vázquez  | Principal              | Principal              | 15                     |
| Manuela Velasco        | Terapeuta              | Colaboración especial  | Colaboración especial  | 14                     |
| María Isabel Díaz      | Anabel Rosales         | Colaboración especial  |                        | 1                      |
| Kiti Mánver            | Sra. Emiliana Ortega   | Colaboración especial  | Colaboración especial  | 16                     |
| Laura Laprida          | Asia                   |                        | Principal              | 8                      |
| Alejo Sauras           | Iker Torres            |                        | Colaboración especial  | 8                      |

## Episodios

### Temporada 1 (2022)
| N.º en serie | N.º en temp. | Título                                   | Dirigido por   | Escrito por                                                                                          | Fecha de lanzamiento original |
| ------------ | ------------ | ---------------------------------------- | -------------- | --- | ----------------------------- |
| 1            | 1            | «El negocio del miedo»                   | Gabe Ibáñez    | Iván Escobar, Martín Suárez, Antonio Sánchez, Lucía Carballal, Juanma Ruiz Córdoba y Javier Reguilón | 16 de enero de 2022           |
| 2            | 2            | «Los platillos chinos»                   | Gabe Ibáñez    | Iván Escobar, Martín Suárez y Antonio Sánchez                                                        | 23 de enero de 2022           |
| 3            | 3            | «Sin manual de instrucciones»            | Iñaki Peñafiel | Iván Escobar, Martín Suárez y Antonio Sánchez                                                        | 30 de enero de 2022           |
| 4            | 4            | «Cambio de planes»                       | Iñaki Peñafiel | Martín Suárez, Antonio Sánchez e Iván Escobar                                                        | 6 de febrero de 2022          |
| 5            | 5            | «El papel higiénico»                     | Iñaki Peñafiel | Iván Escobar, Martín Suárez y Antonio Sánchez                                                        | 13 de febrero de 2022         |
| 6            | 6            | «¿A quién quieres más, a papá o a mamá?» | Gabe Ibáñez    | Martín Suárez, Antonio Sánchez, Iván Escobar y Ana García                                            | 20 de febrero de 2022         |
| 7            | 7            | «Malas madres»                           | Iñaki Peñafiel | Martín Suárez, Antonio Sánchez e Iván Escobar                                                        | 27 de febrero de 2022         |
| 8            | 8            | «Piojos»                                 | Gabe Ibáñez    | Martín Suárez, Antonio Sánchez e Iván Escobar                                                        | 6 de marzo de 2022            |

### Temporada 2 (2023)
| N.º en serie | N.º en temp. | Título                                    | Dirigido por   | Escrito por                                                                                    | Fecha de lanzamiento original |
| ------------ | ------------ | ----------------------------------------- | -------------- | ---------------------------------------------------------------------------------------------- | ----------------------------- |
| 9            | 1            | «¿Qué es hacer lo correcto?»              | Iñaki Peñafiel | Alberto Rodríguez de la Fuente, Martín Suárez, Iván Escobar y Antonio Sánchez                  | 20 de enero de 2023           |
| 10           | 2            | «Hay preguntas que es mejor no responder» | Iñaki Peñafiel | Alberto Rodríguez de la Fuente, Martín Suárez, Iván Escobar y Antonio Sánchez                  | 27 de enero de 2023           |
| 11           | 3            | «Lecciones de vida»                       | Anaïs Pareto   | Alberto Rodríguez de la Fuente, Martín Suárez, Iván Escobar y Antonio Sánchez                  | 3 de febrero de 2023          |
| 12           | 4            | «Hay recuerdos que matan»                 | Iñaki Peñafiel | David S. Olivas, Alberto Rodríguez de la Fuente, Martín Suárez, Iván Escobar y Antonio Sánchez | 10 de febrero de 2023         |
| 13           | 5            | «La vulnerabilidad»                       | Anaïs Pareto   | Alberto Rodríguez de la Fuente, Martín Suárez, Iván Escobar y Antonio Sánchez                  | 17 de febrero de 2023         |
| 14           | 6            | «Respuestas que matan»                    | Anaïs Pareto   | Alberto Rodríguez de la Fuente, Martín Suárez, Iván Escobar y Antonio Sánchez                  | 24 de febrero de 2023         |
| 15           | 7            | «El Arte de la Guerra»                    | Anaïs Pareto   | Alberto Rodríguez de la Fuente, Martín Suárez, Iván Escobar y Antonio Sánchez                  | 3 de marzo de 2023            |
| 16           | 8            | «El sistema siempre gana»                 | Iñaki Peñafiel | Alberto Rodríguez de la Fuente, Martín Suárez, Iván Escobar y Antonio Sánchez                  | 10 de marzo de 2023           |

## Producción
El 3 de agosto de 2020 Starzplay anunció sus planes para entrar en la producción de ficción en España y México, con los proyectos Nacho Vidal, una industria XXXL y Express del lado de España. La serie está creada por Iván Escobar, conocido por su trabajo como cocreador y showrunner de Vis a vis. El 16 de marzo de 2021 se anunció que Express estará protagonizada por Maggie Civantos (quien también protagonizó Vis a vis) y supondría el debut en la actuación de Manuela Rojas, la hija de Melani Olivares. A finales de mayo de 2021, la serie fue presentada a los medios, de cara a su rodaje.
El tema principal de la serie, "Río de Enero", que aparece en los créditos, ha sido compuesto e interpretado por la cantante Ana Fernández-Villaverde, conocida artísticamente como La Bien Querida.
El 15 de junio de 2022, Starzplay anunció que la serie había sido renovada por una segunda temporada, cuyo rodaje ya había comenzado con las incorporaciones al reparto de Alejo Sauras y Laura Laprida.

## Marketing y lanzamiento
El 10 de noviembre de 2021 Starzplay anunció que Express se estrenaría en España y Latinoamérica el 16 de enero de 2022. También se anunció que ese mismo día la serie se distribuiría en Estados Unidos para audiencias hispanohablantes, mediante la plataforma Pantaya. El 13 de diciembre de 2022, Lionsgate+ (el nuevo nombre de Starzplay) sacó el tráiler de la segunda temporada y anunció que se estrenaría en Latinoamérica y Brasil el 20 de enero de 2023; sin embargo, su estreno en España fue cancelado debido al cierre de Lionsgate+ en el país, y su propietaria, Lionsgate, anunció que buscaría otros compradores para su distribución en España. el 7 de junio de 2024 Netflix compró las dos temporadas de la serie express